# مكتوم بن حشر آل مكتوم
مكتوم بن حشر آل مكتوم، حاكم دبي السادس، حكم من أبريل 1894 إلى فبراير 1906، انتخبه الأعيان سنة 1894 بعد وفاة عمه راشد بن مكتوم آل مكتوم. والدته هي الشيخة موزة بنت جمعة بن سعيد بن راشد بن شرارة الفلاسي.

## حياته
قام ضده ابنا عمه سعيد وبطي وأثارا ضده الناس لكنه تمكن من القبض عليهما وسجنهما لمدة خمسة أشهر وقيل سنة وتوسط بينهم الأعيان وأطلق سراحهما ورحلا إلى الشارقة وأجرى لهما ترتيبات وتعهد بضمانها شيخ الشارقة وفي سنة 1895 كان أحد أولاده مع القوة التي قادها زايد بن خليفة آل نهيان إلى مدينة العين لفض الخلاف بين الشوامس والعوامر. وفي نفس السنة اشتركت دبي في القوة التي شكّلها زايد بن خليفة آل نهيان لإحلال الأمن بين بني قتب والمناصير.
وفي سنة 1899 سقطت بندر لنجة مرة ثانية في أيدي إيران وبدأ السكان يتحولون إلى دبي. وفي سنة 1903 وقف الشيخ مكتوم إلى جانب حاكم الفجيرة ضد القواسم إلى حد الإشتراك في القتال حتى تم الصلح. وفي هذا العام ازدهر ميناء دبي ودخلت إليه السفن التجارية ونشطت حركة تجارة اللؤلؤ وقدم إليه المهاجرين من بندر لنجة.

## وفاته
توفي مكتوم بمرض القلب في دبي في 16 فبراير 1906، تاركًا وراءه دبي الموحدة بميناء مزدهر وتجارة اللؤلؤ التي يعمل بها نحو 7000 رجل. خلفه الشيخ بطي بن سهيل آل مكتوم.